# Pallamano Trieste nelle competizioni europee
Questa pagina contiene tutte le statistiche relative alla pallamano Trieste nelle competizioni europee.

## Riepiloghi

### Riepilogo partecipazioni alle coppe europee
| Competizione                          | N° partecip. | Debutto   | Ultima partecipazione | G  | V  | N | P  | GF    | GS    | Di   |
| ------------------------------------- | ------------ | --------- | --------------------- | -- | -- | - | -- | ----- | ----- | ---- |
| Coppa dei Campioni / Champions League | 16           | 1976-1977 | 2002-2003             | 61 | 21 | 2 | 38 | 1.419 | 1.532 | -113 |
| Coppa delle Coppe / Cup Winners'Cup   | 3            | 1978-1979 | 1999-2000             | 10 | 5  | 1 | 4  | 217   | 218   | -1   |
| EHF Cup                               | 3            | 1998-1999 | 2005-2006             | 8  | 4  | 0 | 4  | 201   | 215   | -14  |
| EHF Challenge Cup                     | 2            | 2003-2004 | 2004-2005             | 12 | 8  | 0 | 4  | 351   | 338   | +13  |
| Totale                                | 23           |           |                       | 91 | 38 | 3 | 50 | 2.188 | 2.303 | -115 |

### Riepilogo confronti con altre squadre nelle coppe europee
| Naz.                            | Club                         | Competizione                        | Primo confronto | Ultimo confronto | G  | V  | N | P  | GF    | GS    | Di   |
| ------------------------------- | ---------------------------- | ----------------------------------- | --------------- | ---------------- | -- | -- | - | -- | ----- | ----- | ---- |
| Svizzera (bandiera)             | BSV Berna                    | Coppa dei Campioni                  | 1985-1986       | 1985-1986        | 2  | 1  | 0 | 1  | 33    | 35    | -2   |
| Romania (bandiera)              | CSA Steaua Bucarest          | Coppa dei Campioni                  | 1976-1977       | 1976-1977        | 2  | 0  | 0 | 2  | 39    | 73    | -34  |
| Israele (bandiera)              | Hapoel Rehovot               | Coppa dei Campioni                  | 1977-1978       | 1977-1978        | 2  | 1  | 0 | 1  | 39    | 39    | 0    |
| Israele (bandiera)              | Hapoel Rishon Le Zion        | Coppa dei Campioni/Champions League | 1986-1987       | 2001-2002        | 3  | 2  | 0 | 1  | 73    | 63    | +10  |
| Cecoslovacchia (bandiera)       | KH Koprivnice                | Coppa delle Coppe                   | 1978-1979       | 1978-1979        | 2  | 1  | 0 | 1  | 45    | 56    | -11  |
| Svizzera (bandiera)             | TSV St. Omar San Gallo       | Coppa dei Campioni                  | 1981-1982       | 1981-1982        | 2  | 1  | 0 | 1  | 38    | 41    | -3   |
| Germania Est (bandiera)         | SC Magdeburgo                | Coppa dei Campioni                  | 1982-1983       | 1982-1983        | 2  | 0  | 0 | 2  | 42    | 59    | -17  |
| Bulgaria (bandiera)             | Sportist Kremikovtzi         | Coppa delle Coppe                   | 1984-1985       | 1984-1985        | 2  | 1  | 0 | 1  | 32    | 34    | -2   |
| Germania (bandiera)             | TV Grosswallstadt            | Coppa dei Campioni                  | 1979-1980       | 1979-1980        | 2  | 0  | 0 | 2  | 30    | 48    | -18  |
| Svizzera (bandiera)             | TV Zofingen                  | Coppa dei Campioni                  | 1983-1984       | 1983-1984        | 2  | 0  | 0 | 2  | 40    | 48    | -8   |
| Austria (bandiera)              | Union West-Wien              | Champions League                    | 1993-1994       | 1993-1994        | 2  | 1  | 0 | 1  | 34    | 35    | -1   |
| Francia (bandiera)              | Olympique Marseille          | Champions League                    | 1994-1995       | 1994-1995        | 2  | 1  | 0 | 1  | 34    | 36    | -2   |
| Polonia (bandiera)              | WKS Śląsk Wrocław            | Champions League                    | 1997-1998       | 1997-1998        | 2  | 1  | 0 | 1  | 52    | 50    | +2   |
| Croazia (bandiera)              | Badel 1862 Zagreb            | Champions League                    | 1996-1997       | 1997-1998        | 4  | 1  | 0 | 3  | 92    | 104   | -12  |
| Slovenia (bandiera)             | RK Celje                     | Champions League                    | 1997-1998       | 1997-1998        | 2  | 0  | 0 | 2  | 45    | 57    | -12  |
| Islanda (bandiera)              | KA Akureyri                  | Champions League                    | 1997-1998       | 1997-1998        | 2  | 1  | 0 | 1  | 49    | 45    | +4   |
| Bielorussia (bandiera)          | SKA Minsk                    | Champions League                    | 1994-1995       | 2000-2001        | 4  | 2  | 0 | 2  | 103   | 97    | +6   |
| Portogallo (bandiera)           | ABC Braga                    | Champions League/EHF Challenge Cup  | 2000-2001       | 2004-2005        | 4  | 0  | 0 | 4  | 104   | 123   | -19  |
| Germania (bandiera)             | THW Kiel                     | Champions League                    | 2000-2001       | 2000-2001        | 2  | 0  | 1 | 1  | 52    | 62    | -10  |
| Danimarca (bandiera)            | GOG Håndbold                 | Champions League                    | 2000-2001       | 2000-2001        | 2  | 1  | 0 | 1  | 56    | 58    | -2   |
| Danimarca (bandiera)            | KIF Kolding                  | Cup Winners'Cup/Champions League    | 1999-2000       | 2002-2003        | 4  | 2  | 0 | 2  | 99    | 107   | -8   |
| Paesi Bassi (bandiera)          | HV Aalsmeer                  | Champions League                    | 1995-1996       | 1995-1996        | 2  | 2  | 0 | 0  | 55    | 43    | +12  |
| Ungheria (bandiera)             | KC Veszprém                  | Champions League                    | 1995-1996       | 1995-1996        | 2  | 0  | 0 | 2  | 38    | 43    | -5   |
| Polonia (bandiera)              | KS Kielce                    | Champions League                    | 1996-1997       | 1996-1997        | 2  | 1  | 0 | 1  | 40    | 38    | +2   |
| Norvegia (bandiera)             | Sandefjord                   | Champions League/EHF Challenge Cup  | 1996-1997       | 1998-1999        | 4  | 1  | 0 | 3  | 99    | 105   | -6   |
| Ungheria (bandiera)             | SC Pick Szeged               | Champions League                    | 1996-1997       | 1996-1997        | 2  | 0  | 0 | 2  | 47    | 59    | -12  |
| Slovacchia (bandiera)           | SKP Bratislava               | Champions League                    | 1998-1999       | 1998-1999        | 2  | 2  | 0 | 0  | 54    | 44    | +10  |
| Lituania (bandiera)             | Granitas Kaunas              | Cup Winner's Cup                    | 1999-2000       | 1999-2000        | 2  | 1  | 1 | 0  | 50    | 43    | +7   |
| Macedonia del Nord (bandiera)   | RK Pelister                  | Cup Winner's Cup                    | 1999-2000       | 1999-2000        | 2  | 1  | 0 | 1  | 45    | 39    | +6   |
| Russia (bandiera)               | Dynamo Astrakhan             | EHF Cup                             | 2001-2002       | 2001-2002        | 2  | 0  | 0 | 2  | 54    | 60    | -6   |
| Bosnia ed Erzegovina (bandiera) | RK Izviđač                   | EHF Champions League                | 2002-2003       | 2002-2003        | 2  | 1  | 0 | 1  | 59    | 54    | +5   |
| Svizzera (bandiera)             | Pfadi Winterthur             | EHF Champions League                | 2002-2003       | 2002-2003        | 2  | 2  | 0 | 0  | 60    | 51    | +9   |
| Spagna (bandiera)               | SDC San Antonio              | EHF Champions League                | 2002-2003       | 2002-2003        | 2  | 0  | 0 | 2  | 49    | 63    | -14  |
| Ucraina (bandiera)              | Shakhtar-Academya            | EHF Champions League                | 2002-2003       | 2002-2003        | 2  | 1  | 1 | 0  | 60    | 51    | +9   |
| Portogallo (bandiera)           | Desp. Francisco de Holanda   | EHF Challenge Cup                   | 2003-2004       | 2003-2004        | 2  | 2  | 0 | 0  | 56    | 49    | +9   |
| Grecia (bandiera)               | A.S.E. Doukas                | EHF Challenge Cup                   | 2003-2004       | 2003-2004        | 2  | 2  | 0 | 0  | 58    | 50    | +8   |
| Serbia (bandiera)               | Rukometni klub Crvena zvezda | EHF Challenge Cup                   | 2003-2004       | 2003-2004        | 2  | 2  | 0 | 0  | 67    | 56    | +11  |
| Danimarca (bandiera)            | AG Copenaghen                | EHF Challenge Cup                   | 2003-2004       | 2003-2004        | 2  | 1  | 0 | 1  | 57    | 54    | +3   |
| Svezia (bandiera)               | IFK Skövde                   | EHF Challenge Cup                   | 2003-2004       | 2003-2004        | 2  | 1  | 0 | 1  | 60    | 67    | -7   |
| Portogallo (bandiera)           | Madeira Andebol SAD          | EHF Challenge Cup                   | 2004-2005       | 2004-2005        | 2  | 1  | 0 | 1  | 49    | 53    | -4   |
| Totale generale                 | Totale generale              | Totale generale                     | Totale generale | Totale generale  | 91 | 38 | 3 | 50 | 2.188 | 2.303 | -115 |

## Risultati per stagione
Coppa dei Campioni 1976-1977
- PRIMO TURNO

| Squadra 1           | Squadra 2         | Andata   | Ritorno | Totale  |
| ------------------- | ----------------- | -------- | ------- | ------- |
| CSA Steaua Bucarest | Pallamano Trieste | Bucarest | Trieste | 73 - 39 |
| CSA Steaua Bucarest | Pallamano Trieste | 38 - 21  | 38 - 18 | 73 - 39 |

Coppa dei Campioni 1977-1978
- PRIMO TURNO

| Squadra 1         | Squadra 2      | Andata  | Ritorno | Totale  |
| ----------------- | -------------- | ------- | ------- | ------- |
| Pallamano Trieste | Hapoel Rehovot | Trieste | Rehovot | 39 - 39 |
| Pallamano Trieste | Hapoel Rehovot | 22 - 18 | 17 - 21 | 39 - 39 |

Coppa delle Coppe 1978-1979
- PRIMO TURNO

| Squadra 1         | Squadra 2     | Andata  | Ritorno    | Totale  |
| ----------------- | ------------- | ------- | ---------- | ------- |
| Pallamano Trieste | KH Koprivnice | Trieste | Kopřivnice | 45 - 56 |
| Pallamano Trieste | KH Koprivnice | 22 - 21 | 23 - 35    | 45 - 56 |

Coppa dei Campioni 1979-1980
- OTTAVI DI FINALE

| Squadra 1         | Squadra 2         | Andata        | Ritorno | Totale  |
| ----------------- | ----------------- | ------------- | ------- | ------- |
| TV Grosswallstadt | Pallamano Trieste | Großwallstadt | Trieste | 48 - 30 |
| TV Grosswallstadt | Pallamano Trieste | 30 - 14       | 18 - 16 | 48 - 30 |

Coppa dei Campioni 1981-1982
- PRIMO TURNO

| Squadra 1         | Squadra 2              | Andata  | Ritorno   | Totale  |
| ----------------- | ---------------------- | ------- | --------- | ------- |
| Pallamano Trieste | TSV St. Omar San Gallo | Trieste | San Gallo | 38 - 41 |
| Pallamano Trieste | TSV St. Omar San Gallo | 23 - 21 | 15 - 20   | 38 - 41 |

Coppa dei Campioni 1982-1983
- PRIMO TURNO

| Squadra 1     | Squadra 2         | Andata     | Ritorno                  | Totale  |
| ------------- | ----------------- | ---------- | ------------------------ | ------- |
| SC Magdeburgo | Pallamano Trieste | Magdeburgo | Trieste, 10 ottobre 1982 | 59 - 42 |
| SC Magdeburgo | Pallamano Trieste | 29 - 24    | 30 - 18                  | 59 - 42 |

Coppa dei Campioni 1983-1984
- PRIMO TURNO

| Squadra 1         | Squadra 2   | Andata  | Ritorno  | Totale  |
| ----------------- | ----------- | ------- | -------- | ------- |
| Pallamano Trieste | TV Zofingen | Trieste | Zofingen | 40 - 48 |
| Pallamano Trieste | TV Zofingen | 20 - 22 | 20 - 26  | 40 - 48 |

Coppa delle Coppe 1984-1985
- PRIMO TURNO

| Squadra 1         | Squadra 2            | Andata  | Ritorno                | Totale  |
| ----------------- | -------------------- | ------- | ---------------------- | ------- |
| Pallamano Trieste | Sportist Kremikovtzi | Trieste | Sofia, 21 ottobre 1984 | 32 - 34 |
| Pallamano Trieste | Sportist Kremikovtzi | 22 - 18 | 10 - 16                | 32 - 34 |

Coppa dei Campioni 1985-1986
- PRIMO TURNO

| Squadra 1         | Squadra 2 | Andata  | Ritorno | Totale  |
| ----------------- | --------- | ------- | ------- | ------- |
| Pallamano Trieste | BSV Berna | Trieste | Berna   | 33 - 35 |
| Pallamano Trieste | BSV Berna | 19 - 14 | 14 - 21 | 33 - 35 |

Coppa dei Campioni 1986-1987
- PRIMO TURNO

| Squadra 1             | Squadra 2         | Andata        | Ritorno | Totale  |
| --------------------- | ----------------- | ------------- | ------- | ------- |
| Hapoel Rishon Le Zion | Pallamano Trieste | Rishon LeZion |         | 15 - 28 |
| Hapoel Rishon Le Zion | Pallamano Trieste | 15 - 28       |         | 15 - 28 |

Champions League 1993-1994
- SEDICESIMI DI FINALE

| Squadra 1         | Squadra 2       | Andata  | Ritorno | Totale  |
| ----------------- | --------------- | ------- | ------- | ------- |
| Pallamano Trieste | Union West-Wien | Trieste | Vienna  | 34 - 35 |
| Pallamano Trieste | Union West-Wien | 21- 17  | 13- 18  | 34 - 35 |

Champions League 1994-1995
- SEDICESIMI DI FINALE

| Squadra 1 | Squadra 2         | Andata | Ritorno | Totale  |
| --------- | ----------------- | ------ | ------- | ------- |
| SKA Minsk | Pallamano Trieste | Minsk  | Trieste | 49 - 50 |
| SKA Minsk | Pallamano Trieste | 21- 23 | 28- 27  | 49 - 50 |

- OTTAVI DI FINALE

| Squadra 1         | Squadra 2                     | Andata  | Ritorno   | Totale  |
| ----------------- | ----------------------------- | ------- | --------- | ------- |
| Pallamano Trieste | Olympique Marseille Vitrolles | Trieste | Marsiglia | 34 - 36 |
| Pallamano Trieste | Olympique Marseille Vitrolles | 20- 17  | 14- 19    | 34 - 36 |

Champions League 1995-1996
- SEDICESIMI DI FINALE

| Squadra 1         | Squadra 2        | Andata  | Ritorno  | Totale  |
| ----------------- | ---------------- | ------- | -------- | ------- |
| Pallamano Trieste | Thrifty Aalsmeer | Trieste | Aalsmeer | 55 - 43 |
| Pallamano Trieste | Thrifty Aalsmeer | 26- 18  | 29- 25   | 55 - 43 |

- OTTAVI DI FINALE

| Squadra 1         | Squadra 2         | Andata  | Ritorno  | Totale  |
| ----------------- | ----------------- | ------- | -------- | ------- |
| Pallamano Trieste | Fotex Veszprem SE | Trieste | Veszprém | 38 - 43 |
| Pallamano Trieste | Fotex Veszprem SE | 22- 23  | 16- 21   | 38 - 43 |

Champions League 1996-1997
- SEDICESIMI DI FINALE

| Squadra 1            | Squadra 2         | Andata  | Ritorno | Totale  |
| -------------------- | ----------------- | ------- | ------- | ------- |
| Jskra Ceresit Kielce | Pallamano Trieste | Trieste | Kielce  | 38 - 40 |
| Jskra Ceresit Kielce | Pallamano Trieste | 22- 21  | 16- 19  | 38 - 40 |

Girone B 1996-1997
|  | Pos. | Squadra             | Pt | G | V | N | S | GF  | GS  | D   | Note                            |
|  | ---- | ------------------- | -- | - | - | - | - | --- | --- | --- | ------------------------------- |
|  | 1.   | Badel 1862 Zagreb   | 10 | 6 | 4 | 2 | 0 | 168 | 145 | +27 | Qualificato ai quarti di finale |
|  | 2.   | SC Pick Szeged      | 8  | 6 | 3 | 2 | 0 | 163 | 150 | +13 | Qualificato ai quarti di finale |
|  | 3.   | ID Runar Sandefjord | 6  | 6 | 3 | 0 | 3 | 155 | 168 | -13 |                                 |
|  | 4.   | Pallamano Trieste   | 0  | 6 | 0 | 0 | 6 | 147 | 174 | -27 |                                 |

| Zagabria 9 novembre 1996, ore 17:30 | Badel 1862 Zagreb | 27 – 19 (12-9) | Pallamano Trieste | Arena Zagreb (3000 spett.) |

| Seghedino 16 novembre 1996, ore 17:00 | SC Pick Szeged | 30 – 22 (15-12) | Pallamano Trieste | Városi Sportcsarnok (2000 spett.) |

| Trieste 24 novembre 1996, ore 17:30 | Pallamano Trieste | 25 – 27 (14-12) | ID Runar Sandefjord | PalaChiarbola (800 spett.) |

| Trieste 5 gennaio 1997, ore 18:00 | Pallamano Trieste | 25 – 29 (15-10) | SC Pick Szeged | PalaChiarbola (1000 spett.) |

| Trieste 11 gennaio 1997, ore 18:30 | Pallamano Trieste | 26 – 30 (9-19) | Badel 1862 Zagreb | PalaChiarbola (2000 spett.) |

| Sandefjord 1º febbraio 1998, ore 16:00 | ID Runar Sandefjord | 31 – 30 (18-15) | Pallamano Trieste | Runarhalle (222 spett.) |

Champions League 1997-1998
- SEDICESIMI DI FINALE

| Squadra 1         | Squadra 2         | Andata    | Ritorno | Totale  |
| ----------------- | ----------------- | --------- | ------- | ------- |
| WKS Śląsk Wrocław | Pallamano Trieste | Breslavia | Trieste | 50 - 52 |
| WKS Śląsk Wrocław | Pallamano Trieste | 31- 21    | 19- 31  | 50 - 52 |

- FASE A GIRONI

Girone A 1997-1998
|  | Pos. | Squadra           | Pt | G | V | N | S | GF  | GS  | D   | Note                            |
|  | ---- | ----------------- | -- | - | - | - | - | --- | --- | --- | ------------------------------- |
|  | 1.   | RK Celje          | 10 | 6 | 5 | 0 | 1 | 162 | 133 | +29 | Qualificato ai quarti di finale |
|  | 2.   | Badel 1862 Zagreb | 8  | 6 | 4 | 0 | 2 | 158 | 141 | +17 | Qualificato ai quarti di finale |
|  | 3.   | Pallamano Trieste | 4  | 6 | 2 | 0 | 4 | 141 | 149 | -8  |                                 |
|  | 4.   | KA Akureyri       | 2  | 6 | 1 | 0 | 5 | 132 | 170 | -38 |                                 |

| Trieste 9 novembre 1997, ore 18:00 | Pallamano Trieste | 20 – 22 (7-11) referto | Badel 1862 Zagreb | PalaChiarbola (2500 spett.) |

| Celje 15 novembre 1997, ore 18:00 | RK Celje | 30 – 25 (14-12) referto | Pallamano Trieste | Zlatorog Arena (2000 spett.) |

| Trieste 4 gennaio 1998, ore 18:00 | Pallamano Trieste | 30 – 24 (15-6) referto | KA Akureyri | PalaChiarbola (1000 spett.) |

| Trieste 11 gennaio 1999, ore 18:00 | Pallamano Trieste | 20 – 27 (12-13) referto | RK Celje | PalaChiarbola (1700 spett.) |

| Zagabria 24 gennaio 1998, ore 18:00 | Badel 1862 Zagreb | 25 – 27 (11-14) referto | Pallamano Trieste | Arena Zagreb (6500 spett.) |

| Akureyri 1º febbraio 1998, ore 16:00 | KA Akureyri | 21 – 19 (8-9) referto | Pallamano Trieste | Akureyrarstoltið (620 spett.) |

EHF Cup 1998-1999
- SEDICESIMI DI FINALE

| Squadra 1         | Squadra 2      | Andata  | Ritorno    | Totale  |
| ----------------- | -------------- | ------- | ---------- | ------- |
| Pallamano Trieste | SKP Bratislava | Trieste | Bratislava | 54 - 44 |
| Pallamano Trieste | SKP Bratislava | 33- 26  | 21- 18     | 54 - 44 |

- OTTAVI DI FINALE

| Squadra 1      | Squadra 2         | Andata     | Ritorno | Totale  |
| -------------- | ----------------- | ---------- | ------- | ------- |
| Sandefjord TIF | Pallamano Trieste | Sandefjord | Trieste | 47 - 44 |
| Sandefjord TIF | Pallamano Trieste | 26- 19     | 21- 25  | 47 - 44 |

Cup Winners'Cup 1999-2000
- SEDICESIMI DI FINALE

| Squadra 1         | Squadra 2               | Andata  | Ritorno | Totale  |
| ----------------- | ----------------------- | ------- | ------- | ------- |
| Pallamano Trieste | Lusis Akademikas Kaunas | Trieste | Kaunas  | 50 - 43 |
| Pallamano Trieste | Lusis Akademikas Kaunas | 26- 19  | 24 - 24 | 50 - 43 |

- OTTAVI DI FINALE

| Squadra 1   | Squadra 2         | Andata | Ritorno | Totale  |
| ----------- | ----------------- | ------ | ------- | ------- |
| RK Pelister | Pallamano Trieste | Bitola | Trieste | 39 - 45 |
| RK Pelister | Pallamano Trieste | 21- 19 | 18- 26  | 39 - 45 |

- QUARTI DI FINALE

| Squadra 1         | Squadra 2   | Andata  | Ritorno    | Totale  |
| ----------------- | ----------- | ------- | ---------- | ------- |
| Pallamano Trieste | KIF Kolding | Trieste | Copenaghen | 45 - 46 |
| Pallamano Trieste | KIF Kolding | 26- 22  | 19- 24     | 45 - 46 |

Champions League 2000-2001
- SECONDO TURNO

| Squadra 1 | Squadra 2         | Andata  | Ritorno | Totale  |
| --------- | ----------------- | ------- | ------- | ------- |
| SKA Minsk | Pallamano Trieste | Minsk   | Trieste | 48 - 53 |
| SKA Minsk | Pallamano Trieste | 28 - 26 | 20 - 27 | 48 - 53 |

- FASE A GIRONI

 Girone C 2000-2001 
|  | Pos. | Squadra           | Pt | G | V | N | S | GF  | GS  | D   | Note                            |
|  | ---- | ----------------- | -- | - | - | - | - | --- | --- | --- | ------------------------------- |
|  | 1.   | ABC Braga         | 8  | 6 | 4 | 0 | 2 | 151 | 153 | -2  | Qualificato ai quarti di finale |
|  | 2.   | THW Kiel          | 7  | 6 | 3 | 1 | 2 | 164 | 147 | +17 | Qualificato ai quarti di finale |
|  | 3.   | GOG Gudme         | 6  | 6 | 3 | 0 | 3 | 165 | 158 | +7  |                                 |
|  | 4.   | Pallamano Trieste | 3  | 6 | 1 | 1 | 5 | 132 | 170 | -38 |                                 |

| Trieste 11 novembre 2000 1ª giornata | Pallamano Trieste | 28 – 28 | THW Kiel | PalaChiarbola (4000 spett.) |

| Gudme 19 novembre 2000 2ª giornata | GOG Gudme | 28 – 24 | Pallamano Trieste | Gudmehallerne (1000 spett.) |

| Trieste 25 novembre 2000 3ª giornata | Pallamano Trieste | 27 – 28 | ABC Braga | PalaChiarbola (1000 spett.) |

| Trieste 2 dicembre 2000 4ª giornata | Pallamano Trieste | 32 – 30 | GOG Gudme | PalaChiarbola (1000 spett.) |

| Kiel 9 dicembre 2000 5ª giornata | THW Kiel | 34 – 24 | Pallamano Trieste | Ostseehalle (6500 spett.) |

| Braga 16 dicembre 2000 6ª giornata | ABC Braga | 33 – 24 | Pallamano Trieste | Pavilhao Flavio sa Leite (1500 spett.) |

Champions League 2001-2002
- SECONDO TURNO

| Squadra 1             | Squadra 2         | Andata        | Ritorno | Totale  |
| --------------------- | ----------------- | ------------- | ------- | ------- |
| Hapoel Rishon Le Zion | Pallamano Trieste | Rishon LeZion | Trieste | 48 - 45 |
| Hapoel Rishon Le Zion | Pallamano Trieste | 26 - 18       | 22 - 27 | 48 - 45 |

EHF Cup 2001-2002
- TERZO TURNO

| Squadra 1         | Squadra 2                | Andata  | Ritorno    | Totale  |
| ----------------- | ------------------------ | ------- | ---------- | ------- |
| Pallamano Trieste | Lukoil-Dynamo Astrachan' | Trieste | Astrachan' | 54 - 60 |
| Pallamano Trieste | Lukoil-Dynamo Astrachan' | 27- 28  | 27 - 32    | 54 - 60 |

Champions League 2002-2003
- PRIMO TURNO DI QUALIFICAZIONE

| Squadra 1         | Squadra 2            | Andata  | Ritorno  | Totale  |
| ----------------- | -------------------- | ------- | -------- | ------- |
| Pallamano Trieste | RK Izvidjac Ljubuski | Trieste | Ljubuški | 59 - 54 |
| Pallamano Trieste | RK Izvidjac Ljubuski | 33- 27  | 26- 27   | 59 - 54 |

- SECONDO TURNO DI QUALIFICAZIONE

| Squadra 1         | Squadra 2        | Andata  | Ritorno    | Totale  |
| ----------------- | ---------------- | ------- | ---------- | ------- |
| Pallamano Trieste | Pfadi Winterthur | Trieste | Winterthur | 60 - 51 |
| Pallamano Trieste | Pfadi Winterthur | 31- 26  | 29- 25     | 60 - 51 |

Girone B 2002-2003
|  | Pos. | Squadra                   | Pt | G | V | N | S | GF  | GS  | D   | Note                            |
|  | ---- | ------------------------- | -- | - | - | - | - | --- | --- | --- | ------------------------------- |
|  | 1.   | Portland San Antonio      | 10 | 6 | 5 | 0 | 1 | 180 | 142 | +38 | Qualificato ai quarti di finale |
|  | 2.   | KIF Kolding               | 8  | 6 | 4 | 0 | 2 | 178 | 152 | +26 | Qualificato ai quarti di finale |
|  | 3.   | Pallamano Trieste         | 5  | 6 | 2 | 1 | 3 | 163 | 175 | -12 |                                 |
|  | 4.   | Shakhtyor Akademi Donetsk | 1  | 6 | 0 | 1 | 5 | 135 | 187 | -52 |                                 |

| Trieste 9 novembre 2002, ore 18:00 | Pallamano Trieste | 32 – 31 (13-14) | KIF Kolding | PalaChiarbola (1500 spett.) |

| Pamplona 17 novembre 2002, ore 18:00 | Portland San Antonio | 31 – 23 (20-7) | Pallamano Trieste | Pabellón de Zizur Mayor (2500 spett.) |

| Donec'k 23 novembre 2002, ore 17:00 | Shakhtyor Akademi Donetsk | 24 – 24 (13-15) | Pallamano Trieste | Donec'k (1000 spett.) |

| Trieste 30 novembre 2002, ore 18:30 | Pallamano Trieste | 26 – 32 (14-17) | Portland San Antonio | PalaChiarbola (1700 spett.) |

| Copenaghen 8 dicembre 2002, ore 16:15 | KIF Kolding | 30 – 22 (16-8) | Pallamano Trieste | Brøndy Hall (2500 spett.) |

| Trieste 14 dicembre 2002, ore 18:30 | Pallamano Trieste | 36 – 27 (17-16) | Shakhtyor Akademi Donetsk | PalaChiarbola (1000 spett.) |

Challenge Cup 2003-2004
- SECONDO TURNO

| Squadra 1         | Squadra 2                  | Andata  | Ritorno | Totale  |
| ----------------- | -------------------------- | ------- | ------- | ------- |
| Pallamano Trieste | Desp. Francisco de Holanda | Trieste | Trieste | 56 - 49 |
| Pallamano Trieste | Desp. Francisco de Holanda | 33- 21  | 23- 28  | 56 - 49 |

- TERZO TURNO

| Squadra 1            | Squadra 2         | Andata  | Ritorno | Totale  |
| -------------------- | ----------------- | ------- | ------- | ------- |
| A.S.E. Doukas School | Pallamano Trieste | Atene   | Trieste | 50 - 58 |
| A.S.E. Doukas School | Pallamano Trieste | 24 - 26 | 26 - 32 | 50 - 58 |

- OTTAVI DI FINALE

| Squadra 1         | Squadra 2             | Andata  | Ritorno  | Totale  |
| ----------------- | --------------------- | ------- | -------- | ------- |
| Pallamano Trieste | Crvena Zvedza Beograd | Trieste | Belgrado | 67 - 56 |
| Pallamano Trieste | Crvena Zvedza Beograd | 29- 26  | 38- 30   | 67 - 56 |

- QUARTI DI FINALE

| Squadra 1         | Squadra 2               | Andata  | Ritorno    | Totale  |
| ----------------- | ----------------------- | ------- | ---------- | ------- |
| Pallamano Trieste | FCK Handbold Kopenhagen | Trieste | Copenaghen | 57 - 54 |
| Pallamano Trieste | FCK Handbold Kopenhagen | 29- 21  | 28- 33     | 57 - 54 |

- SEMIFINALE

| Squadra 1         | Squadra 2  | Andata  | Ritorno | Totale  |
| ----------------- | ---------- | ------- | ------- | ------- |
| Pallamano Trieste | IFK Skövde | Trieste | Skövde  | 60 - 67 |
| Pallamano Trieste | IFK Skövde | 33- 30  | 27 - 37 | 60 - 67 |

Challenge Cup 2004-2005
- TERZO TURNO

| Squadra 1 | Totale | Squadra 2 | Andata | Ritorno |
| --------- | ------ | --------- | ------ | ------- |
| ABC Braga | 62-53  | Trieste   | 31–25  | 31–28   |

| Trieste 12 novembre 2004, ore 21:30 | Braga                            | 31 – 25 (15-11) referto | Trieste | PalaChiarbola\| Arbitri: \| André Buache Philippe von Escher \| |
| Arbitri:                            | André Buache Philippe von Escher |                         |         |                                                                 |

| Trieste 13 novembre 2004, ore 19:30 | Trieste                          | 28 – 31 (11-11) referto | Braga | PalaChiarbola\| Arbitri: \| André Buache Philippe von Escher \| |
| Arbitri:                            | André Buache Philippe von Escher |                         |       |                                                                 |

|}
EHF Cup 2005-2006
- TERZO TURNO

| Squadra 1           | Totale | Squadra 2 | Andata | Ritorno |
| ------------------- | ------ | --------- | ------ | ------- |
| Madeira Andebol SAD | 53-49  | Trieste   | 27–22  | 26–27   |

| Arbitri: | Lars Geipel Marcus Helbig |

|            |           |              |
| Galambas 8 | Marcatori | Tumbarello 9 |

| Arbitri: | Jens Nybo Leif Poulsen |

|              |           |                       |
| Tumbarello 8 | Marcatori | Galambas, Kostetskj 6 |